# Les Démons du maïs 5
Série Les Démons du maïs
Les Démons du maïs 4
(1996) Les Démons du maïs 6
(1999)
Pour plus de détails, voir Fiche technique et Distribution.
Les Démons du maïs 5 : La Secte des damnés (Children of the Corn 5: Fields of Terror) est un film d'horreur d'Ethan Wiley sorti en 1998 directement en vidéo.

## Synopsis
Six étudiants perdus sur les routes du Nebraska arrivent à Divinity Falls, village désert où des enfants rendent un culte à une divinité du maïs. 

## Fiche technique
- Réalisation : Ethan Wiley
- Scénario : Ethan Wiley
- Photographie : David Lewis
- Montage : Peter Devaney Flanagan
- Musique : Paul Rabjohns
- Société de production : Blue Rider Pictures
- Pays d'origine : États-Unis
- Langue : anglais
- Format : Couleur - 1,85:1
- Genre : horreur
- Durée : 83 minutes
- Date de sortie : 21 juin 1998
- interdit aux moins de 12 ans

## Distribution
- Stacy Galina : Allison
- Alexis Arquette : Greg
- Eva Mendes : Kir
- Greg Vaughan : Tyrus
- Angela Jones : Charlotte
- Ahmet Zappa : Laszlo
- Fred Williamson : shérif Skaggs
- Dave Buzzotta : Jacob
- Olivia Burnette : Lilly
- Adam Wylie : Ezekiel
- David Carradine : Luke
- Aaron Jackson : Zane
- Matthew Tait : Jared
- Kane Hodder : le barman
- Jennifer Badger : Judith
- Hiro Koda : Caleb
- Frank Lloyd : Le Député Earl
- Gary Bullock : Le fermier
- Season Hubley (en) : La mère de Lilly
- Edward Edwards (en) : Le père de Lilly
- Sicily Johnson : Chloe
- Diva Zappa : La fille à la faux
- Christopher Stinson : Un enfant démon du maïs
- Danny Goldring : Mr. O'Brien
- Deborah Strang : Mrs. O'Brien

## Accueil critique
Le film recueille 0% de critiques favorables, avec une note moyenne de 2,5/10 et sur la base de 6 critiques collectées, sur le site Rotten Tomatoes.

## Diffusion française
Édité en VHS en 1998 aux États-Unis, le film n'a connu aucune distribution en France. Il faudra attendre 2006 pour que la chaîne TF6 le diffuse directement.